# تپه پیرشمس الدین
تپه پیر شمس الدین مربوط به دوران‌های تاریخی پس از اسلام است و در شهرستان فیروزآباد، بین زمینهای زراعتی قطب آباد واقع شده و این اثر در تاریخ ۲ آبان ۱۳۸۲ با شمارهٔ ثبت ۱۰۵۱۴ به‌عنوان یکی از آثار ملی ایران به ثبت رسیده است.